# Organización industrial
La organización industrial es un campo o área de conocimiento de teoría de la empresa que trata los medios de producción y la relación y los límites entre las estructuras de las empresas y de los mercados, por lo tanto, es muy importante la economía y producción. Trata asuntos como la competencia perfecta, el coste de transacción, y acciones gubernamentales o reguladoras.
Es importante hacer una referencia a las formulaciones teóricas elaboradas alrededor de la llamada Teoría de la Organización industrial. Fue Bain (1968) quien sistematizó los aportes realizados por numerosos autores y estableció el paradigma conocido como: "Estructura-Conducta-Resultados" como el elemento básico de análisis y evaluación de los mercados y para investigar las relaciones entre la estructura industrial y los resultados obtenidos por el subsector correspondiente. economía de la información, las barreras de entrada de nuevas empresas en una situación de competencia imperfecta y monopolio.

## Estructuras de mercado
- Estructura de mercado
- Competencia perfecta
- Competencia monopolística
- Duopolio
- Oligopolio
- Oligopsonio
- Monopolio
- Monopsonio

## Áreas de estudio
- Discriminación de precios
- Diferenciación de producto
- Bien duradero
- Mercado secundario
- Colusión

## Historia de la organización industrial
En el libro de 2009 Pioneers of Industrial Organization se muestra el desarrollo del campo de la organización industrial desde Adam Smith a los tiempos recientes incluyendo numerosas biografías de las figuras más relevantes en Europa y Estados Unidos que han contribuido al crecimiento y desarrollo de la disciplina.

## Revistas internacionales de Organización Industrial
- International Journal of the Economics of Business and issue preview links
- International Journal of Industrial Organization and issue-preview  links
- Journal of Industrial Economics, Archivado el 10 de julio de 2009 en Wayback Machine., and issue-preview links.
- Journal of Law, Economics, and Organization and issue-preview links.
- Review of Industrial Organization and issue-preview links.

- Datos: Q1411783
- Multimedia: Industrial organization / Q1411783